# Iglesia de Nuestra Señora del Carmen (Salamanca)
La iglesia de Nuestra Señora del Carmen de la ciudad de Salamanca, también conocida como iglesia del Carmen de Arriba, es un templo barroco que se encuentra en la plaza los Bandos. Se trata de la única construcción que queda del antiguo Convento y Colegio de San Elías de los Carmelitas Descalzos, que ocupaba la trasera de la iglesia incluyendo el espacio de la actual plaza de la Libertad.

## El edificio
Las obras de la iglesia se realizaron entre 1694 y 1703 según los planos de fray Antonio de Jesús María con tres naves, siendo la central de bóveda de cañón y las laterales con cúpulas sobre pechinas. La fachada presenta tres cuerpos rematados con frontón triangular con dos espadañas campanario flanqueándolo. En el segundo cuerpo destaca una hornacina con la imagen de San Elías, inspiración de los fundadores de la Orden del Carmen.

## Historia
En 1581 se había fundado en Salamanca el Colegio de San Elías. En un primer momento los carmelitas se asentaron en el Hospital de San Lázaro en el arrabal del Puente. Tras la inundación y práctica destrucción del convento por una riada, los religiosos se trasladaron a una propiedad donada por la familia Monroy, donde construyeron su nueva iglesia y convento. Con la invasión francesa los frailes tuvieron que dejar la fundación en 1809. Posteriormente volvieron hasta que en 1835 fueron expulsados por las leyes desamortizadoras y nunca más lo recuperaron. En 1857 la antigua iglesia conventual se convirtió en iglesia parroquial, que asumió la anterior parroquia de Santo Tomé, cuyo templo románico en la plaza de los fue demolido. En 1894 los carmelitas descalzos volvieron a Salamanca instalándose en la iglesia de Santa María Magdalena, junto a la que construyeron un nuevo convento. La iglesia de la Magdalena fue restaurada y ampliada en 1918, conociéndose como “Iglesia Nueva del Carmen” para diferenciarla de las anteriores.